# مارک بریج-ویلکینسون
مارک بریج-ویلکینسون (انگلیسی: Marc Bridge-Wilkinson؛ زادهٔ ۱۶ مارس ۱۹۷۹) بازیکن فوتبال اهل بریتانیا است.
از باشگاه‌هایی که در آن بازی کرده‌است می‌توان به باشگاه فوتبال دربی کانتی، باشگاه فوتبال دارلینگتون، باشگاه فوتبال استوک‌پورت کانتی، باشگاه فوتبال کارلایل یونایتد، باشگاه فوتبال پورت ویل، و باشگاه فوتبال برادفورد سیتی اشاره کرد.